# Скшидлево
Скшидлево (пол. Skrzydlewo, нім. Zollerndorf) — село в Польщі, у гміні Мендзихуд Мендзиходського повіту Великопольського воєводства.
Населення — 105 осіб (2011).
У 1975-1998 роках село належало до Гожовського воєводства.

## Демографія
Демографічна структура станом на 31 березня 2011 року:
|          | Загалом | Допрацездатний вік | Працездатний вік | Постпрацездатний вік |
| -------- | ------- | ------------------ | ---------------- | -------------------- |
| Чоловіки | 50      | 7                  | 42               | 1                    |
| Жінки    | 55      | 11                 | 36               | 8                    |
| Разом    | 105     | 18                 | 78               | 9                    |